# Heynau-Prozess
Der Heynau-Prozess war ein Strafprozess in der Spätphase der Weimarer Republik, der von Juni bis August 1932 vor der Großen Strafkammer des Landgerichts Stuttgart verhandelt wurde. Gegenstand des Prozesses war eine Serie von Betrügereien, die sich durch die Jahre 1926 bis 1931 zog.

## Die Angeklagten
Im Heynau-Prozess standen sechs Männer vor Gericht:
- Erich Heynau (* 11. November 1888 in Urach), Rechtsanwalt
- Ernst Döffinger (* 12. Oktober 1899 in Karlsruhe[2]; † 11. Februar 1973 in Stuttgart[3]), Kaufmann
- Gottlieb "Ary" Marr (* 25. April 1898 in Rohrborn, Kreis Erfurt), Musiker
- Heinrich Pfeifer (* 21. März 1905 in Frankfurt am Main; † 23. Juli 1949 ebenda), Schriftsteller
- Gerhard Rabe (* 20. Mai 1891 in Cottbus; November 1964 in Berlin[4]), Kaufmann
- Eugen Weigold (* 1892), Kaufmann

## Verfahrensgegenstand
Gegenstand des Heynau-Prozesses waren eine Vielzahl von Betrügereien und verwandte Delikte (Untreue etc.), die die sechs Angeklagten zwischen 1926 und 1931 in Stuttgart und Berlin begangen hatten. Finanztechnisch handelte es sich größtenteils um Wechselbetrügereien und Stoßgeschäfte. Der zuständige Staatsanwalt kennzeichnete den Charakter der Geschäfte als „typische Schieber- und Inflationsgeschäfte“, die sich aus der „ewigen Geldkamalität“ der Beteiligten ergeben hätten. Die ihm unterstehende Anklagebehörde trug die gewaltige Masse der Verfehlungen, die sie den Angeklagten vorwarf, in einer 300–seiten langen Anklageschrift zusammen, die den Ausgangspunkt des Prozesses bildete.
Aufgrund der gewaltigen Zahl von Tatbeständen, die die Anklage zusammengetragen hatte, gliederte das Gericht den Prozessstoff in drei Gruppen: 1. Weiter zurückliegende Fälle, 2. den sogenannten „Du-Vinage-Komplex“ und 3. den sogenannten „Komplex Wedel-Parlow und Richter“.
Die Serie der Taten der Angeklagten begann im Oktober 1926:
Der erste Betrug, den drei von ihnen inszenierten, war in seinem Ablauf als exemplarisch für zahlreiche der folgenden Betrugshandlungen: Ein Stuttgarter Caféhausbesitzer besaß einen Reklameabreissfahrplan, den er für 7.000 RM erworben hatte. Marr wurde dem Mann dann durch Heynau und Weigold als vermögender Geschäftsmann geschildert und gab vor, den Abreissfahrplan für 18.000 RM kaufen zu wollen (also zu einem Gewinn von 11.000 RM für den Eigentümer). Der Caféhausbesitzer zahlte Heynau als Honorar für die Anfertigung eines Kaufvertrags 75 RM und Weigold 1700 RM als Vermittlerprovision, erhielt dann aber von Marr niemals die vereinbarten 18.000 RM gezahlt. Stattdessen teilten Marr, Heynau und Weigold die von ihm gezahlte Provision in gleichen Teilen untereinander auf. Marr gab vor Gericht 1932 an, dass die Sache von vornherein ein Betrugstheater gewesen sei, während Heynau behauptete, sie für ein ernstes Geschäft gehalten zu haben.
Die Mehrzahl der beanstandeten Taten fiel indessen in die Jahre 1930 bis 1931: Der Anklage zufolge waren Döffinger, Pfeifer und Rabe die Hauptakteure und treibenden Kräfte der meisten Geschäfte, die die Gruppe während dieser Jahre einfädelte, während die Rolle von Heynau sich darauf beschränkte, dass er das Gelingen der Straftaten mit dem Ansehen seines Standes als Rechtsanwalt unterstützte. Heynau, ursprünglich ein erfolgreicher und wohlhabender Rechtsanwalt, war durch Spekulationssucht aus glänzenden Verhältnissen in eine finanziell schwierige Situation geraten.
Die am schwersten geschädigte Partei der Betrugsserie war die Konsulswitwe Amelie Du Vinage, die als eine der ersten Ärztinnen Deutschlands bekannt geworden ist: Pfeifer hatte die Witwe im November 1930 in Berlin kennen gelernt und – trotz eines fast dreißigjährigen Altersunterschieds – eine romantische Liaison mit ihr begonnen. Er war von der Frau dann zum Generalbevollmächtigten als Verwaltung des beträchtlichen Vermögens, das sie von ihrem verstorbenen Mann geerbt hatte, eingesetzt worden und speziell damit beauftragt worden, die unübersichtlichen Verhältnisse des ererbten Vermögens zu ordnen. Im März 1931 erteilte sie ihm eine notarielle Generalvollmacht mit der Befugnis, Unterbevollmächtigte aufzustellen. Als solche stellte Pfeier dann Heynau, Döffinger und den Fotografen Arthur Lichte auf. Anstatt ihr die bestehenden Belastungen ihres Vermögens klarzumachen, verleitete Pfeifer Du Vinage, die an einen gehobenen Lebensstil gewohnt war, dazu, weitere erhebliche Ausgaben zu tätigen: In ihrem Namen stellte Pfeifer Wechsel bzw. Akzepte aus, wodurch er sich und seinen Untervertretern Geld beschaffte. Das Ergebnis war, dass die Witwe in kurzer Zeit finanziell völlig ruiniert wurde, indem ihr ganzes Vermögen aufgezehrt wurde und dass auch eine Reihe weiterer Personen, welche die von ihm ausgestellte Wechsel diskontiert hatten, geschädigt wurden. Die Wechsel der Gruppe – die in der Presse wegen der großen Zahl von Papieren, die sie ausgaben als „Wechselrittergesellschaft“ bezeichnet wurde – sollten größtenteils durch Marr in Stuttgart umgesetzt werden. Marr ließ die Du-Vinage-Akzepte in Stuttgart diskontieren und schädigte dadurch dort eine Reihe weitere Personen. Pfeifer verübte derweil in Berlin weitere Betrügereien mit nicht mehr einlösbaren Du-Vinage-Akzepten.
Der Komplex „Wedel-Parlow und Richter“ drehte sich um Wechsel des Landgerichtsdirektor Baron von Wedel-Parlow und des Rittergutsbesitzers Richter, die Rabe zu betrügerischen Zwecken von Berlin nach Stuttgart brachte. Mit diesen Wechseln wurden von Heynau, Rabe und Döffinger dann eine Reihe Groß-Stuttgarter Geschäftsleute betrogen, darunter eine Möbelfirma in Zuffenhausen und ein Stuttgarter Autohändler.
Ende April 1931 flogen die Betrügereien der Gruppe schließlich auf, als er Gerichtsvollzieher im Haus der Frau Du Vinage erschien. Am 1. Mai entzog sie Pfeifer die erteilte Generalvollmacht.
Am 23. Juli 1931 erging Haftbefehl durch den Untersuchungsrichter gegen Heynau, Doeffinger, Pfeifer, Rabe und Marr. Die Männer wurden teils direkt, teils mit Verzögerung ausfindig gemacht und in Haft genommen und schließlich in das Stuttgarter Gerichtsgefängnis überführt.

## Die Vorwürfe gegen die Angeklagten
Die Staatsanwaltschaft legte den sechs Angeklagten in ihrer Anklage Folgendes zur Last:
- Erich Heynau wurden insgesamt zehn strafbare Handlungen vorgeworfen: Nämlich fünf Fälle des Betrugs (teils einfachen, teils fortgesetzten Betrugs), drei Fälle der erschwerten Untreue und zwei Fälle der Unterschlagung.
- Gottlieb Marr wurde angeklagt einfachen Betrug und fortgesetzten Betrug im Rückfall, erschwerter Untreue (in Tateinheit mit Unterschlagung) und Hehlerei begangen zu haben.
- Rabe wurde angeklagt, zwei fortgesetzte Verbrechen des Betrugs im Rückfall begangen zu haben.
- Pfeifer wurde angeklagt, erschwerte Untreue und Betrug begangen zu haben.
- Döffinger wurde angeklagt, mehrfachen Betrug und Hehlerei begangen zu haben.
- Weigold wurde wegen Betrugs angeklagt.

Während die übrigen vier Angeklagten nicht oder unwesentlich vorbestraft waren, hatten Marr und Rabe erhebliche Vorstrafen wegen Betrügerei vorzuweisen.

## Namensgebung
Die Bezeichnung des Prozesses als „Heynau-Prozess“ geht auf die bei Strafverfahren, die sich gegen mehrere Personen richten, übliche Praxis zurück, das Verfahren im amtlichen Schriftgut nach dem Namen des wichtigsten Angeklagten oder zumindest des Namens desjenigen Angeklagten zu benennen, dessen Verfolgung den Ausgangspunkt der später auf die weiteren Angeklagten ausgreifenden Verfolgung bildet. Im Falle des Heynau-Prozess wurde das Verfahren im Verkehr der Justizstellen als „Verfahren gegen Heynau und Genossen“ bezeichnet, da der Rechtsanwalt Erich Heynau derjenige Angeklagte war, der als erstes in den Fokus der Behörden geraten war. In Anlehnung hieran wurde der Prozess in der gesamten Tagespresse abgekürzt als „Heynau-Prozess“ bezeichnet.
Die Anwendung der beschriebenen Praxis im Falle des Verfahrens gegen Heynau und die anderen Angeklagten wurde bereits zeitgenössisch wiederholt aus sachlichen Erwägungen kritisiert. So schrieb das Stuttgarter Neue Tagblatt:

„[Es] darf bei Beginn der Hauptverhandlung der Eindruck wohl vorweg genommen werden, dass der Angeklagte Heynau zu Unrecht zu dem zweifelhafen Vorzug gekommmen ist, für den ausgedehnten Straftatenkomplex dieses Prozesses mit seinem Namen herhalten zu müssen. Ohne das Maß seiner Verfehlungen verkleinern oder dem Gang der Verhandlung vorgreifen zu wollen, darf doch wohl gesagt werden, dass Heynau meist nicht die treibende Kraft, sondern der Geschobene und Vorgeschobene gewesen ist, und dass seine Willensschwäche, zum Teil vielleicht auch seine Gutgläubigkeit, von seinen Mitangeklagten missbraucht wurden.“

## Der Prozess
Dem Heynau-Prozess ging eine eingehende Voruntersuchung voraus, während der die Staatsanwaltschaft sich einen Überblick über die Gesamtheit der undurchsichtigen Geschäfte der angeklagten Männer zu verschaffen versuchte. Diese zog sich über eine Zeitspanne von fünfzehn Monaten von März 1931 bis Juni 1932. Während der Voruntersuchung wurden die Angehörigen der Geschäftemachergruppe nach und nach in Untersuchungshaft genommen: Pfeifer und Heynau am 23. Juli 1931, Döffinger am 24. Juli 1931, Rabe am 14. August 1931 und Marr am 28. November 1931.
Das Hauptverfahren gegen die Beschuldigten wurde auf Antrag der Staatsanwaltschaft mit Rücksicht auf dessen Umfang nicht von dem Amtsgericht, sondern am 2. Mai 1932 durch die Strafkammer IV des Landgerichts Stuttgart eröffnet. Die Hauptverhandlung vor der Großen Strafkammer des Landgerichts begann dann am 27. Juni 1932. Das Verfahren zog sich über sechs Wochen bis zur Urteilsverkündung am 6. August 1932. Die Verhandlungen fanden im Schwurgerichtssaal des Stuttgarter Landgerichts statt.
Den Vorsitz in dem Verfahren führte Landgerichtsdirektor Hahn. Die Anklage wurde von Staatsanwalt Fuchs vertreten. Die Verteidigung der Angeklagten übernahmen die Stuttgarter Rechtsanwälte Nagel und Bisterfeld. Hinzu kam eine beträchtliche Zahl von Zeugen, die zu dem Verfahren hinzugezogen wurden. Presseberichten zufolge wurden 79 Personen als Zeugen geladen.

### Strafanträge
Die Anklage beantragte am Ende Verhandlung in ihrem Schlussplädoyer folgende Strafen für die Angeklagten:
- Für Heynau: 1 Jahr und 4 Monate Gefängnis wegen einfachen und fortgesetzten Betrugs, Untreue und Unterschlagung unter Freisprechung in drei besonderen und verschiedenen weiteren Einzelfällen (abzüglich 1 Jahr Untersuchungshaft).
- Für Marr: 1 Jahr Gefängnis wegen fortgesetzten Betrugs und Hehlerei (abzüglich 8 Monate Untersuchungshaft).
- Für Pfeifer: 11 Monate Gefängnis wegen fortgesetzten Betrugs und Unterschlagung (verbüßt durch die Untersuchungshaft).[10]
- Für Rabe: 1 Jahr und 6 Monate Gefängnis wegen fortgesetzten Betrugs (abzüglich 6 Monate Untersuchungshaft).
- Für Döffinger: 1 Jahr Gefängnis wegen fortgesetzten Betrugs und Hehlerei (abzüglich 10 Monate Untersuchungshaft).

Im Falle von Heynau hielt der Ankläger die Zubilligung mildernder Umstände aufgrund seines Standes und Bildungsgrades sowie weil dieser seine Anwaltspflicht aufs Gröblichste verletzt habe, nicht für angebracht. Im Falle von Marr sah er einen gewissen Anspruch auf die Zubilligung mildernder Umstände aufgrund der Notlage, in der dieser sich befand, sowie in Anbetracht seiner psychopathischen Veranlagung, für gegeben. Ebenso hielt er es bei Döffinger und bei Rabe für angezeigt, ihnen mildernde Umstände zuzugestehen. Bei letzterem kam der Staatsanwalt zu dieser Auffassung, obwohl er Rabe aufgrund seiner Vorstrafen für den am meisten belasteten Angeklagten hielt, da er sich in einer finanziell schwer bedrängten Lage befunden und von den Geschäften der Gruppe verhältnismäßig wenig profitiert habe. Im Falle von Pfeifer beantragte der Staatsanwalt schließlich, diesem mildernde Umstände zu versagen, da er durch die vielen Wechsel, die er herausgegeben hatte, die Frau Du Vinage schwer mit Schulden belastet und damit „äußerst frevelhaft“ gehandelt habe.

### Urteile und Urteilsbegründung
Am Ende des Prozesses fällte das Gericht am 6. August 1932 die folgenden Urteile:
- Heynau wurde schuldig befunden zweier Vergehen des fortgesetzten Betrugs, eines Vergehens der Beihilfe zum Betrug, eines Vergehens der erschwerten Untreue und eines Vergehens der Unterschlagung. Er erhielt hierfür eine Strafe von 1 Jahr und 2 Monaten Gefängnis auferlegt. Auf diese Strafe wurde ein Jahr erlittene Untersuchungshaft angerechnet.
- Marr wurde schuldig befunden, je ein Vergehen des Betrugs, der Unterschlagung und ein Verbrechen des Betrugs im Rückfall begangen zu haben. Er erhielt eine Strafe von 10 Monate Gefängnis (hiervon wurden acht Monate Untersuchungshaft angerechnet).
- Rabe wurde schuldig befunden, ein fortgesetztes Verbrechen des Betrugs und ein Vergehen der Unterschlagung begangen zu haben. Er erhielt eine Strafe von 1 Jahr und 6 Monaten Gefängnis auferlegt (hiervon wurden 8 Monate Untersuchungshaft angerechnet).
- Pfeifer wurde schuldig befunden, ein fortgesetztes Vergehen des Betrugs begangen zu haben. Er erhielt hierfür eine Strafe von 8 Monaten Gefängnis auferlegt (diese galten durch die Untersuchungshaft als verbüßt).
- Döffinger wurde für schuldig befunden, ein fortgesetztes Vergehen des Betrugs und zwei Vergehen der Hehlerei begangen zu haben. Er erhielt hierfür eine Strafe von 10 Monaten Gefängnis auferlegt (diese galten durch die Untersuchungshaft als verbüßt).

Sämtliche Angeklagten, bis auf Rabe, wurden am Ende des Prozesses aus der Haft entlassen.
In der Urteilsbegründung charakterisierte der Gerichtsvorsitzende die Angeklagten wie folgt:
Marr identifizierte er als einen „gottbegnadeten Künstler“ und „hochintelligenten Menschen“, aber moralisch „eine minderwertige Persönlichkeit ohne Hemmungen in Hass und Liebe“. Rabe bezeichnete er als einen „minderwertigen Psychopathen“ und als „nicht ungefährlichen Rückfallbetrüger“, er sei ein Mann, der lieber auf fremde Kosten gut lebe als selbst zu arbeiten. Pfeifer nannte er wohlwollend „dem Charakter nach wohl der anständigste unter den Angeklagten“ und einen „großen Optimisten“ und „hilfsbereiten Mann“, tadelte ihn aber auch als „eigensinnig und großspurig“ sowie als „nicht voll wahrheitsliebend“. In Döffinger erblickte er einen „raffinierten“ und „darum nicht ungefährlichen Menschen“, der nicht in einer Notlage gehandelt habe, sondern in dem Drang, zu Geld zu kommen. Heynau anerkannte er als einen „glänzend qualifizierten“ Beamten und Offizier, der sich vom „Drang nach Gelderwerb“ habe verleiten lassen und es nicht verstanden habe, „Distanz von seinen Mandanten zu halten“, weswegen er schließlich keinen Anstoß mehr an der Art ihrer Geschäfte genommen habe und zum Gehilfen und Mittäter geworden sei.
Bei der Strafzumessung hielt das Gericht Pfeifer zugute, dass er nicht geglaubt habe, die Konsulswitwe DuVinage zu schädigen: Da er ein „unverbesserlich Optimist“ sei, habe er sie nicht vorsätzlich, aber mit „frevelhaftem Leichtsinn“ in Schulden hineingeritten und auch sonst im Geschäftsleben großen Schaden angerichtet. Nach Meinung der Richter habe er anfangs „voll guten Willens und hilfsbereit, wenn auch nicht uneigennützig“ für seine Auftraggeberin gewirkt, dann aber eine „Freude an dem Wohlleben“ entwickelt, das sich ihm durch seine Beziehungen zu ihr geboten habe und begonnen, großspurig und im Geschäftsleben skrupellos aufzutreten. Es seien nach Meinung des Gerichts keinerlei Beweise für eine Veruntreuung von Vermögensstücke der Frau Du Vinage durch Pfeifer erbracht worden. Es musste daher nach Meinung des Gerichts angenommen werden, dass die Beträge, die Pfeifer aus seinen Geschäften gezogen habe, von ihm im Sinne der Frau Du Vinage von ihm verwendet wurden und der finanzielle Ruin seiner Klientin deshalb so schnell erfolgt sei, weil für Pfeifer große Spesen anlässlich der notwendigen Geschäftsreisen entstanden seien und zwar auch deshalb, weil die Frau Du Vinage eine anspruchsvolle Dame sei, die kostspielige Vergnügungsreisen und ein feudales Auftreten auch von ihrem Geliebten und Geschäftsverwalter gewünscht und obendrein für ihre eigene Person zu ihren normalen Einkünften von Pfeifer einen monatlichen Geldzuschuss von 1500 RM verlangt habe. So habe Pfeifer zwar in leichtsinniger Weise allzu großspurig und verschwenderisch auf Kosten seiner Klientin gelebt und so ihr Vermögen vermindert, er habe aber nicht absichtlich zum Nachteil seiner Auftraggeberin über deren Besitztümer verfügt. Stattdessen war das Gericht überzeugt, dass es nicht der Plan von Pfeifers gewesen sei, sich in unredlicher Weise zu bereichern (er nicht „seine eigenen Geldinteressen in der Vordergrund gestellt“ habe), sondern dass es sein Plan gewesen sei, mit den eingeleiteten Transaktionen erhebliche geldliche Vorteile für seine Klientin zu erlangen und dann von diesen Gewinnen seinen Teil abzubekommen. Es sei somit gegen seinen Willen gewesen, dass die Sache sich im Endergebnis zu ihrem Schaden auswirkte.
Heynau wurde vom Gericht hingegen getadelt, dass er in den großen Fehler verfallen sei, sich „zu sehr mit seinen Mandanten einzulassen“ und dass er deshalb in deren „Fahrwasser“ geraten sei. Rabe gestand das Gericht zu, dass er gesundheitlich schwer angeschlagen sei, so dass für ihn ein Zuchthausurteil einem Todesurteil gleichkäme, weshalb ihm trotz seiner Vorstrafen mildernde Umstände zubilligt wurden. Bei Döffinger bewertete das Gericht es derweil als erschwerend, dass er sich in keiner Notlage befunden hatte, als er an den Betrügereien teilnahm, sowie dass er ein „raffinierter Mensch“ sei.

## Weiteres Schicksal der Angeklagten
Heinrich Pfeifer wurde 1933 von SS-Chef Heinrich Himmler als Nachrichtenagent rekrutiert und zunächst als Agent im Saarland verwendet. 1934 übernahm er unter dem Decknamen „Heinz Stein“ ein Sonderermittlungsbüro in Berlin, das schließlich als „Sicherheitsdienst Reichsführer SS z.b.V.“ firmierte. Im August 1934 wurde Pfeifer auf Betreiben des Leiters des Geheimen Staatspolizeiamtes, Reinhard Heydrich, der ihm vorwarf, ihn zu überwachen, als Schutzhäftling ins KZ Columbiahaus verschleppt, wo er bis ins Jahr 1935 festgehalten wurde. Anschließend wurde er nach Halle verbannt. 1936 floh er ins Ausland, wo er zunächst für den polnischen Nachrichtendienst arbeitete. 1938 gelangte er schließlich in die Schweiz, wo er bis 1946 als politischer Flüchtling lebte und während der Kriegsjahre den britischen und den amerikanischen Nachrichtendienst mit Informationen belieferte. 1941 wurde in London das Buch Inside the Gestapo, das eine Übersetzung eines von Pfeifer verfassten Insiderberichts über den organisatorischen Aufbau und die Funktionsweise sowie die führenden Funktionäre der Gestapo und des Sicherheitsdienstes der SS darstellte, veröffentlicht.
1945 veröffentlichte Pfeifer unter dem Pseudonym „Heinrich Orb“ das Buch Nationalsozialismus. 13 Jahre Machtrausch. Nach seiner Ausweisung aus der Schweiz nach Kriegsende lebte Pfeifer wieder in Deutschland. Offiziell starb er 1949, als er sich nach amtlichen Angaben bei einer Vorführung im Frankfurter Polizeipräsidium durch Zerbeißen einer Zyankalikapsel selbst tötete. Angehörige von ihm machten später geltend, dass sein Tod nur vorgetäuscht gewesen sein könnte und er mit Hilfe des amerikanischen OSS ein neues Leben unter einer neuen Identität begonnen haben könnte.
Ernst Doeffinger eröffnete nach seiner Freilassung im Auftrag des für den Chefideologen der NSDAP, Alfred Rosenberg, tätigen Harald Siewert eine „Handels-Auskunftei“ und betätigte sich als Mittelsmann Siewerts zu Kommunisten und zum französischen Deuxième Bureau. Im März 1933 wurde Doeffinger auf Betreiben des Berliner SS-Chefs Kurt Daluege verhaftet und zeitweise in die Kaserne der SA-Feldpolizei in der General-Pape-Straße eingeliefert. Auf Vorstellung von Rosenberg bei Rudolf Heß hin wurde Doeffinger nach München überführt und dort bald freigelassen.
Gottlieb Marr wurde derweil zur Jahreswende 1932/1933 Konfident des Berliner SS-Chefs, Kurt Daluege. Als dieser er im Februar 1933 zum Sonderkommissar für die Reorganisation der preußischen Polizei im Preußischen Innenministerium ernannt wurde, folgte ihm Marr ins Innenministerium. Als inoffizieller Mitarbeiter Dalueges befasste Marr sich in der Folgezeit damit, alte, republiktreue Beamte des Ministeriums, die im Sinne des neuen Regimes unzuverlässig waren, zu identifizieren und sie durch Denunziation und Bespitzelung aus ihren Stellungen zu vertreiben. Mitunter fabrizierte Marr angeblich sogar Belastungsmaterial gegen unliebsame Beamte der preußischen Polizeiverwaltung. Auf diese Weise wirkte er einige Wochen lang maßgeblich an der von Daluege betriebenen Reorganisation des Ministeriums mit. Aufgrund der vom Büro Rosenberg, das durch Doeffinger über Marr ins Bild gesetzt wurde, ausgehenden Denunziation, dass Daluege sich mit einem „gerichtsnotorischen Betrüger und Schwindler“ eingelassen habe, wurde Marr schließlich zeitweise in ein Konzentrationslager eingewiesen.

## Zeitgenössische Presseberichterstattung über den Prozess
- Einen Halben Zentner Akten. Süddeutsche Zeitung vom 13. August 1931.
- Hauptverfahren Heynau eröffnet. Rasche Arbeit der Strafkammer. NS-Kurier vom 6. Mai 1934.
- Hauptverfahren im Prozess Heynau eröffnet. Süddeutsche Zeitung vom 6. Mai 1932.
- Prozessbeginn Heynau und Genossen vor der großen Strafkammer. Stuttgarter Neues Tagblatt vom 27. Juni 1932.
- Anklageschrift mit 300 Seiten. Süddeutsche Zeitung vom 27. Juni 1932.
- Von der Gerichten. Schwäbischer Merkur von 28. Juni 1932.
- Der Heynau-Prozess. Schwäbischer Merkur vom 2. Juli 1932.
- Die Sichtwechsel im Betrugsprozess Heynau und Genossen. Marbacher Zeitung vom 21. Juli 1932.
- Gerichtssaal. Strafanträge im Proezss Heynau. Marbacher Zeitung vom 5. August 1932.
- Heynau-Prozess. Die Strafanträge des Staatsanwalts. Stuttgarter Neues Tagblatt vom 5. August 1932
- Die Strafanträge im Heynau-Prozess. Süddeutsche Zeitung vom 5. August 1932.
- Die Strafanträge im Heynau-Prozess. Schwäbischer Merkur vom 6. August 1932.
- Das Urteil im Heynau-Prozess. Stuttgarter Neues Tagblatt vom 6. August 1932.
- Mildes Urteil im Heynau-Prozess. Süddeutsche Zeitung vom 6. August 1932.
- Das Urteil im Prozess Heynau. Anzeiger vom Oberland vom 8. August 1932
- Urteil im Prozess Heynau. Marbacher Zeitung vom 9. August 1932.